# Wattsburg, Pennsylvania
Wattsburg là một thị trấn thuộc quận Erie, tiểu bang Pennsylvania, Hoa Kỳ. Năm 2010, dân số của thị trấn này là 403 người.